# 愛國主義
爱国主义（英語：Patriotism），又稱愛國情緒、愛國情結、愛國熱忱，是一种对某個特定国家的熱愛、依恋、崇拜、尊敬和嚮往而產生的強烈自豪感，并且很容易和同樣愛這個國家的人產生共鳴。
愛國主義會讓其信者對自己的國家產生過度美化的心理，並激發出高強度的自豪感和工作效率，与本国有关的一切正面事務皆可被愛國主義吸收，甚至利用，包括優秀的醫療、教育、法律、人權、思想、历史、服裝、建築、音樂、美食、偉人、种族等，愛國主義的對象也不僅僅是自己的祖國而已，也可是自己所在的地區、家园甚至是自己長期居住的外國。
愛國主義雖然在人類文明的誕生起就已模糊存在，但這一概念直到19世紀才被歐洲人明確提出。之後，愛國主義就成為一個專有名詞，經常配合著反封建、革命、戰爭狂熱或者帝國主義一同實行，極端型的愛國主義也經常被寫入19世紀～20世紀的教科書中，以合理化種種獨裁或侵略行為，塑造出自己的國家才是最正確的宣傳目的。值得注意的是，“愛國主義”和“民族主義”在身為發源地的歐洲經常重合，但並非所有愛國主義都以“民族統一、民族復興”為最終目的，很多國家的愛國主義是以多民族為前提的，並不會偏袒某一個民族，既使那個民族的人數佔據此國的大多數。因此，愛國主義并不等同于民族主义。

## 历史流變
根據牛津英語詞典，愛國主義英文名词patriotism出现在十八世纪早期。其英语词源自英文愛國者一詞（patriot）。
與19及20世紀的愛國主義概念強調國家認同不一樣，18世紀古典爱国主义概念，特別是在啟蒙時代相信啟蒙理性的思想家，指的是國家政府（state）要同教會（church）對抗的世俗主義訴求，包括著名支持者有让-雅克·卢梭。18世紀的古典的愛國主義常是政治激進的以創造一社群意識，來反對君權專政或王朝貪腐，而未必反對世界主義的精神，這和19世紀拿破崙戰爭後的愛國主義類型，也就是極端仇外的沙文主義（jingoism）不同。
面對18世紀啟蒙運動在政治、經濟及社會及工業化的變動，19世紀產生浪漫主義思潮對此反應；浪漫主義用來悍衛文化國族主義來反對啟蒙運動中當時被認為是標準化及世界主義的價值；18世紀古典的愛國主義在歐洲19世紀發展變型產生仇外沙文主義情緒、外交政策和國與國之間的爭戰。
20世紀，愛國主義和世界主義及國族主義仍為規範性政治哲學及法學的討論議題，特別是在於正義觀是否應有國家邊界而有所差異。

第一次世界大战期间美国的征兵海报

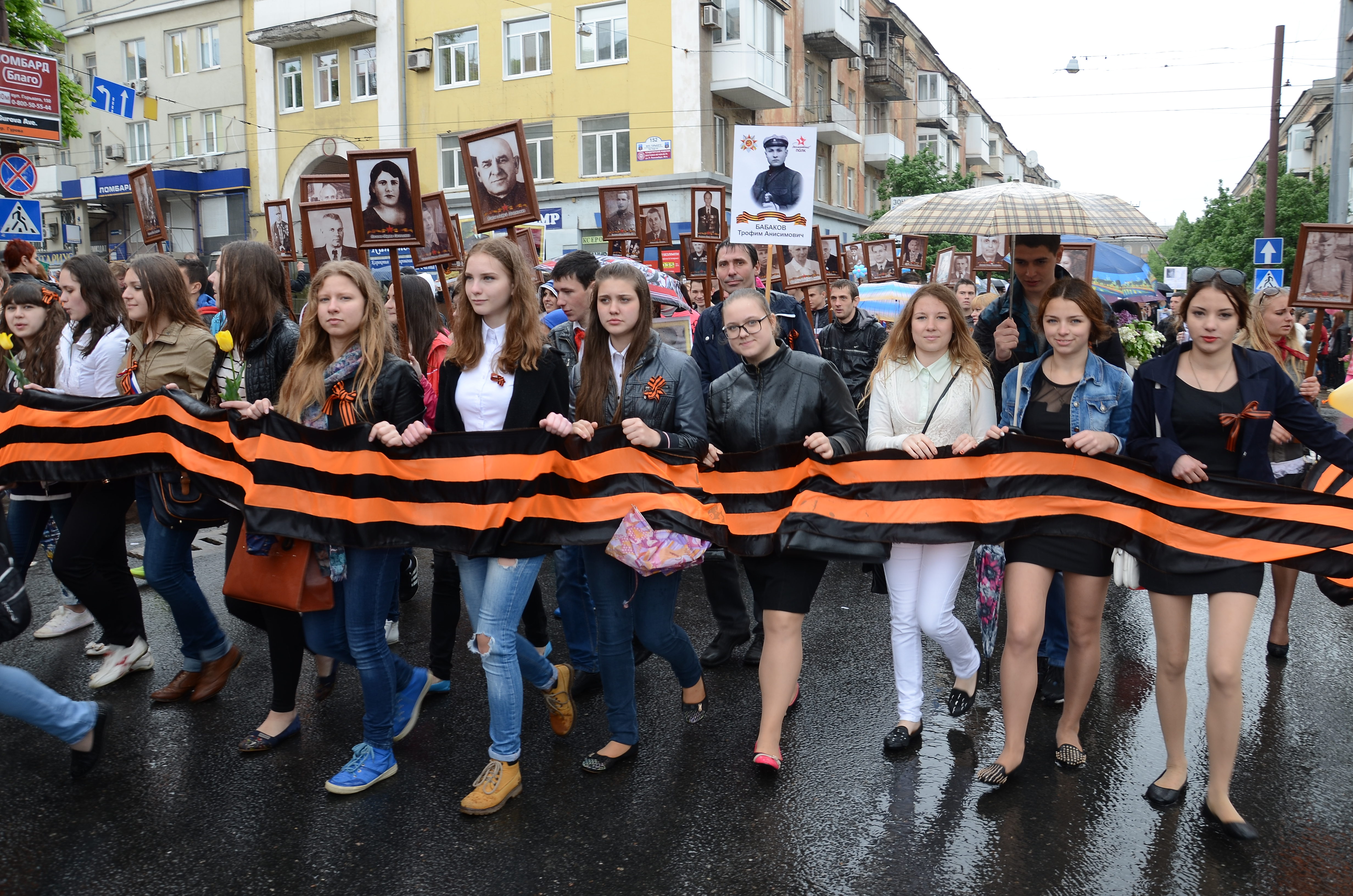
圣喬治絲带是俄国爱国主义的象征

## 教育
公民教育的理論及政策中，有一派人主張愛國情操教育（尤其是在歷史教學及青少年教育方面）的重要性而突出爱国教育，然而自由主義者則會質疑愛國主義和民主及正義的價值是否相容，否則會有意識形态灌輸的問題。因此，公民教育中激發愛國心及公民意識的跨國差異，為國際公民權的差異比較關注重點。
根據1999年跨國比較各國公民及素養調查研究的研究總結，西歐國家絕大多數的教師認為學校教育及環境發展「愛國並忠於國家」的愛國主義情操方面效果不佳，但在东欧、芬兰、南美等国家地区的重要性不言而喻。

### 各国的爱国主义教育及政策
大多數國家主要以不同方式來實施公民教育，而以愛國教育或愛國主義教育為主體，並加入民族主義色彩的國家有俄羅斯及中華人民共和國：俄羅斯政府2001-2005年實施名為愛國教育的政策並恢復軍訓教育，並在2005-2010年更新相關內容。有人認為，這種從1990年代較為自由主義模式的公民教育轉向愛國教育的做法，是為了要恢復蘇聯時期的黨中央控制、課程確立及政治意識型態的教育。
外界揣測中華人民共和國在六四事件后的1990年代爱国主义教育活動，係承續中國共產黨進行文化清理的宣傳及教育組織對「不當文化」的清理。澳門原有的公民教育內容，加入愛國主義教育出現並為優先受補助的項目。2012年香港政府因推動設立德育及國民教育科，而其內容中被指會加入歌頌中國共產黨及中華人民共和國政府的愛國民族主義內容，引發香港民間巨大爭議和反彈，最終交由學校自行決定，並實質上擱置推行。

### 愛國主義在公民教育的效果
根據權威國際教育研究組織國際教育成績評估協會的公民教育諸多面向的跨國調查比較各國公民教育的研究，其1999年跨國比較各國公民及素養調查研究的研究總結，西歐國家絕大多數的老師認為學校教育及環境在發展愛國並忠於國家的愛國主義情操方面，很少有效果；但大多數國家老師則同意學生們在學校內可以且學到了瞭解他人、和他人合作、環境保護、關心社會及投票的重要性等面向的公民教育價值目標（見列表）。

## 與其他相關概念比較
爱国主义的倫理哲學觀點強調对祖國（patria）及其同胞福祉的關懷及责任，而有其特殊的哲學及政治觀點，和強調國家認同（尤以文化及種族為區分）的國族主義常被混為一談；然而現代爱国主义的倫理哲學是政治性的字眼去關懷同胞（指同一政治社群的公民），和關懷同胞（以文化及種族為區分）的國族主義有所不同。
當代學者以赛亚·伯林認為19世紀「浪漫的民族主義」至20世紀釀成法西斯主義，而「偏激的愛國主義」則演變為納粹主義。
學者Paul Gomberg及Stephan Nathanson，在爱国主义和種族主義比較差異上，有哲學及政治上的學術辯論。
爱国主义经常被描写成正面的民族主义（民族主义在20世紀時因指單一民族，在二次大戰後经常代表着一些负面含义，甚至涉及種族主义）。部分作家认为爱国主义区别于民族主义的地方是爱国主义具有较少的攻击性和对其他人的仇恨，还有它的防卫理念和对社会的正面作用。但是其他一些作家认为两者区别很小。爱国主义可能会被对国家宗教（公民宗教甚至神權政治）的忠诚所强化。这是启蒙运动思想家所倡导的政教分离的对立面，他们认为爱国主义与信仰十分相似。迈克尔·毕利希与吉恩·贝思克·艾尔斯坦质疑它们之间的差异很难分清，且很大程度上依赖对其作出标注的人。
如果是指一國由於國家意識的凝聚而使其認為自己的國力凌駕於其他國家之上，並且將主要重心放在宣揚自身文化及追求自身利益，而非其他國家或超國家組織的文化與利益，則稱為「國家主義」。这里的“祖国”可以是一个区域或者城镇，但是爱国主义一般用于某个国家或者联邦。爱国主义包含了这样的态度：对祖国的成就和文化感到自豪；强烈希望保留祖国的特色和文化基础；对祖国其他同胞的认同感。“爱国主义”与“民族主义”有着紧密的联系，并通常被作为同义词使用，儘管它們並不完全等同。严格地说，民族主义是一种意识形态，它经常宣扬爱国主义是一种有需要并且合适的态度。（民族主义的政治运动与爱国主义的表达都有可能会否定其他人的“祖国”，尽管这并不必要。）

## 愛國主義詩人
愛國主義詩人則是指對國家懷有愛國情懷與忠誠的詩人。

### 東亞地區
- 許穆夫人
- 屈原
- 曹操
- 李白
- 杜甫
- 王昌齡
- 蘇軾
- 陸游
- 岳飛
- 文天祥

## 延伸阅读
- Charles Blattberg, From Pluralist to Patriotic Politics: Putting Practice First, Oxford University Press, 2000. ISBN 978-0-19-829688-1.
- Craig Calhoun, Is it Time to Be Postnational?, in Ethnicity, Nationalism, and Minority Rights, (eds.）Stephen May, Tariq Modood and Judith Squires. Cambridge: Cambridge UP, 2004. pp 231–256. Online at www.ssrc.org （页面存档备份，存于）.
- Paul Gomberg, “Patriotism is Like Racism,” in Igor Primoratz, ed., Patriotism, Humanity Books, 2002, pp. 105–112. ISBN 978-1-57392-955-4.
- Jürgen Habermas, “Appendix II: Citizenship and National Identity,” in Between Facts and Norms: Contributions to a Discourse Theory of Law and Democracy, trans. William Rehg, MIT Press, 1996.
- Alasdair MacIntyre, 'Is Patriotism a Virtue?', in: R. Beiner (ed.）, Theorizing Citizenship, 1995, State University of New York Press, pp. 209 – 228.
- Joshua Cohen and Martha C. Nussbaum, For Love of Country: Debating the Limits of Patriotism, Beacon Press, 1996. ISBN 978-0-8070-4313-4.
- George Orwell, “Notes on Nationalism （页面存档备份，存于）,” in England Your England and Other Essays, Secker and Warburg, 1953.
- Igor Primoratz, ed., Patriotism, Humanity Books, 2002. ISBN 978-1-57392-955-4.
- Daniel Bar-Tal and Ervin Staub, Patriotism, Wadsworth Publishing, 1999. ISBN 978-0-8304-1410-9.
- Maurizio Viroli, For Love of Country: An Essay on Patriotism and Nationalism, Oxford University Press, 1997. ISBN 978-0-19-829358-3.